# 川上村 (愛媛県温泉郡)
川上村（かわかみむら）は、1955年（昭和30年）まで愛媛県久米郡のち温泉郡にあった村であり、現在の東温市の中北部に位置する。

## 地理
現在の東温市の中北部。重信川上流左岸とその支流の本谷川の流域。
南北に細長い形をしており、重信川を境に西は北吉井村に接する。山林が大部分を占めているが、南の一帯は扇状地上に平坦な土地が広がる。重信川とその支流である表川の合流点である吉久はたびたび洪水に見舞われていた。
街道上に位置していたことから、商店なども発達した。
地名の由来
- 讃岐街道の川上駅による。

## 社会

### 地域・集落
久米郡の北方村、松瀬川村と下浮穴郡の南方村、吉久村とが合併して川上村となる。これらは明治の村制発足前からの旧4村であり、そのまま大字となった。
北方（きたがた）、松瀬川（ませかわ）、南方（みなみがた） 、吉久（よしひさ）
大字は昭和の合併により川上村が川内町になっても存続。さらに平成の合併により東温市となってからは単位としては継承しつつも「大字」は冠さない。

## 歴史
藩政期
松山藩領。
明治以降
- 1889年（明治22年）12月15日 - 町村制施行により久米郡北方村、松瀬川村、下浮穴郡南方村、吉久村が合併し、久米郡川上村として成立。
- 1897年（明治30年）4月1日 - 久米郡が温泉郡に編入、温泉郡川上村となる。
- 1938年（昭和13年） - 吉久のお吉泉でオキチモズクが発見される。
- 1955年（昭和30年）4月25日 - 三内村との合併により温泉郡川内村となる。

```
川上村の系譜

（町村制実施以前の村）（町村制施行時）
北方　　━━┓
　　　　　　┃
松瀬川  ━━╋━━　川上村　━━━┓
　　　　　  ┃　　　　　　 　　   ┃　（昭和30年4月25日新設合併）
南方　　━━┫　　　　   　　  　 ┣━━　川内村　━━━━┳━━ 川内町　
　　　　　  ┃　　　　　　　　　  ┃　　　　　　　　　　　┃（昭和31年9月1日新設合併）
吉久　　━━┛　　　　  　　　 　 ┃　　　　      　　　　┃
　　　　　　　  　　　　　　  　  ┃　　　　　　　      　┃
　　　　　　　　　　三内村　━━━┛　　　　　　  　    　┃
　　　　　　　　　　　　  　　　        中川村の一部　━━┛
　　　　　　　　　　　　　　　　　         　　      （昭和31年9月1日新設合併）

```

## 行政

### 役場
大字北方においた。

## 産業
平安前期に設置された讃岐街道の川上駅を中心に宿場町が形成されていた。天神、市場、中之町に商店街が整備され、伝馬屋、旅館のほか雑貨屋、鍛冶屋、造り酒屋、和菓子屋、風呂屋、芝居小屋などがあった。1927年の松山駅開業後は海岸沿いの鉄路に旅客を奪われ、内陸部の川上は徐々に衰退した。
1914年、水力発電所開設。
郊外は水田耕作や林業が中心。

## 交通
1920年に川上駅や桜三里などを経由する乗合自動車の路線が讃岐街道に設けられた。

## 名所・旧跡
- 川上大宮五柱神社（大字南方）[2][3]
- 森正八幡神社（大字南方）[4]
- 揚神社（大字北方）[4]
- 上福寺（大字松瀬川）[4]
- 医王寺（大字北方）[5]

## 出身・ゆかりのある人物
- 阪本公徳（農業、地主）[6]

1901年、東京専門学校（現・早稲田大学）邦語政治科卒業。住所は松山市二番町。
- 城ノブ（社会運動家）